# Kehribar
Kehribar (deutsch: Bernstein) ist eine türkische Fernsehserie, die ab dem 18. März 2016 bei dem Sender atv erstausgestrahlt wurde. Hauptdarsteller der Serie ist Gürkan Uygun. Die Handlung spielt in Mudanya und Istanbul mit einem Nebenschauplatz in Köln.

## Handlung
Mudanya in den späten 1970er Jahren: Die Yarımcalı- und die Bozoğlu-Familie diskutieren erregt über die Liebe deren Kinder Orhan und Leyla, die heiraten wollen. Während Orhans Vater Kemal Yarımcalı der Heirat zwischen seinem Sohn Orhan und Leyla zustimmt, lehnt der Vater von Leyla Yavuz Bozoğlu die gemeinsame Liebe der beiden energisch ab und verweigert seine Zustimmung für eine Eheschließung, woraufhin die Yarımcalı-Familie resigniert das Haus verlässt. Leyla macht ihrem Vater anschließend klar, dass sie Orhan liebt, doch der Vater billigt die Liebe weiterhin nicht. So treffen sich Leyla und Orhan am selben Abend heimlich und haben Sex in einer verlassenen, alten Fabrik. Nach dem Sex erklärt Orhan seiner Geliebten, dass er mit ihr fliehen und heimlich heiraten wird, doch kurz darauf kommt Leylas älterer Bruder Musa in die Fabrik und möchte Leyla mit nach Hause nehmen, was Orhan zu verhindern versucht. Es entwickelt sich eine Auseinandersetzung zwischen Orhan und Musa, woraufhin Musa ein Klappmesser zieht und damit auf Orhan einsticht. Orhan wiederum zieht das Messer aus seinem Körper und rammt es Musa in die Brust, dieser fällt anschließend verkrampft zu Boden. Orhan will nun mit Leyla fliehen, doch Leyla möchte ihren Bruder nicht verletzt zurücklassen. Kurz darauf kommen Musas Handlanger in die Fabrik und nehmen Leyla gewaltsam mit, Orhan bleibt zurück. Nach diesen Ereignissen flieht Orhan aus der Türkei ohne zu berichten wohin er geht und wie lange er fortbleiben wird.
20 Jahre später lebt Orhan in Köln, wo er sich eine komplett neue Existenz aufgebaut hat. Er hat geheiratet und einen Sohn, dessen Stiefvater er ist, arbeitet als Lackierer und besitzt mittlerweile die deutsche Staatsbürgerschaft. Doch er sollte nicht unentdeckt bleiben: Musa Bozoğlu, von Rachegelüsten getrieben und wegen Orhan gehbehindert, möchte mit ihm abrechnen und ihn töten. Er hat Orhan aufgespürt und stellt ihn in einem Restaurant zur Rede, Orhan versucht Musa zu beschwichtigen und möchte die damaligen Ereignisse in Mudanya auf sich beruhen lassen, doch Musa lenkt nicht ein und schwört Rache. Er erklärt Orhan, dass er ihn töten wird und bedroht zudem seine Familie. Orhan sieht sich nun gezwungen, in die Türkei zurückzukehren, um seine Familie zu beschützen. Dort angekommen, trifft er wieder auf Leyla, die mittlerweile ebenfalls verheiratet ist und seine Gefühle für Orhan unterdrückt, auch weil sie Orhan gegenüber wütend ist, dass er damals ohne Ankündigung verschwunden ist und nie von sich hat hören lassen. Außerdem hat auch Leyla einen Sohn, dessen leiblicher Vater, wie sich später herausstellen soll, Orhan ist und während der gemeinsamen Nacht in der verlassenen Fabrik gezeugt wurde.